# You're Not Alone (Of Mice & Men)
You're Not Alone è un singolo degli Of Mice & Men, il primo estratto dal loro terzo album in studio Restoring Force, pubblicato il 3 dicembre 2013.

## La canzone
Il brano è stato presentato per la prima volta il 1º dicembre 2013 attraverso un video ufficiale, per poi essere pubblicato due giorni dopo come singolo.
Parlando del brano, il cantante Austin Carlile ha detto:
Ha ricevuto una nomination come miglior singolo ai Kerrang! Awards 2014.

## Video musicale
Nel video ufficiale del brano sono mostrate delle immagini tratte da alcune esibizioni della band dal vivo e il testo del brano scorrervi in sovrimpressione.

## Tracce
Testi e musiche di Austin Carlile, Alan Ashby e Aaron Pauley.
1. You're Not Alone – 3:21

## Classifiche
| Classifica (2013)          | Posizione massima |
| -------------------------- | ----------------- |
| Regno Unito (rock & metal) | 7                 |
| Stati Uniti (rock)         | 28                |
| Stati Uniti (rock digital) | 45                |